# نورآباد (مهر)
 نورآباد  نام روستای کوچکی از توابع بخش  در شهرستان مهر در جنوب استان فارس در جنوب کشور ایران واقع شده‌است.
روستای نورآباد حدود 1000 نفر جمعیت دارد
نورآباد بین دو شهر لامرد و مهر قرار گرفته است که تا 
لامرد 19 و تا مهر 23 کیلومتر فاصله دارد 

روستای نورآباد 7 شهید دارد که نام های آنها
شهیدان ( حاج احمد غلامی-غلام غلامی-یحیی غلامی-محمد عباسی-احمد محمدی-علی گله داری-حسن زائری ) است
محصولات روستای نورآباد ( خرما -رطب-گندم ) است
در سرکوه روستای نورآباد مردم دامپروری میکنند و
محصولات آنجا( قارچ-بادام کوهی یا الوک - آویشن و ....) است 
در روستای نورآباد نخل های زیادی وجود دارد که همه آنها صادراتی است و به کشور های اروپایی و(حوزه خلیج فارس) صادر میشوند
لهجه مردم روستا فارسی و لری ترکیبی است